# المخروق (الطيال)

تعديل مصدري - تعديل

المخروق هي إحدى قرى عزلة بني جبر بمديرية الطيال التابعة لمحافظة صنعاء، بلغ تعداد سكانها 109 نسمة حسب تعداد اليمن لعام 2004.